# Universidad Politécnica de San Luis Potosí
La Universidad Politécnica de San Luis Potosí es una institución pública de nivel superior creada por decreto por el ejecutivo estatal el 27 de junio del año 2001 siendo la primera Universidad de su tipo en  México, con un modelo académico orientado hacia la formación de competencias, en particular hacía las nuevas tecnologías de la información, telecomunicaciones, manufactura, así como a los enfoques innovadores de administración, gestión y mercadotecnia. 

## Oferta educativa
La Universidad ofrece en su oferta educativa de 4 ingenierías y 2 licenciaturas:
- Ingeniería en Sistemas y Tecnologías Industriales
- Ingeniería en Tecnologías de la Información
- Ingeniería en Telemática
- Ingeniería en Tecnologías de Manufactura
- Licenciatura en Administración y Gestión
- Licenciatura en Mercadotecnia Internacional

La duración de cada una de las carreras es de 9 semestres con la opción de salidas laterales al finalizar el cuarto semestre como Profesional Asociado y al sexto semestre como Licenciatura Técnica.
Además de las divisiones, la Universidad está organizada en una serie de academias, las cuales ofrecen las materias de los programas de estudios. Estas academias son:
- Matemáticas
- Ciencias
- Academia de núcleo general
- Inglés
- Administración
- Mercadotecnia
- Manufactura

A partir del año 2025, la Universidad adopta un modelo cuatrimestral en el que los programas de Licenciatura tienen una duración de diez cuatrimestres (3 años y 4 meses). Este modelo ofrece la posibilidad de obtener un título de Técnico Superior Universitario en una especialidad relacionada con la carrera elegida, con dos estadías prácticas: la primera en el sexto cuatrimestre y la segunda en el décimo cuatrimestre. 
La Universidad ofrecerá en su nuevo modelo educativo la siguiente oferta educativa:
- Licenciatura en Administración - Técnico Superior Universitario en Gestión del Capital Humano
- Licenciatura en Negocios y Mercadotecnia - Técnico Superior Universitario en Ventas
- Ingeniería en Tecnologías de la Información e Innovación Digital - Técnico Superior Universitario en Desarrollo de Software Multiplataforma
- Ingeniería en Manufactura Avanzada - Téccnico Superior Universitario en Procesos de Fabricación

## Certificación en competencias
La UPSLP ofrece a sus estudiantes de todas las carreras la oportunidad de certificarse en Microsoft Office Specialist al finalizar el segundo semestre de su carrera, así mismo permite a los alumnos de las carreras de ingeniería certificarse con empresas líderes mundiales como Cisco Systems y Sun Microsystems.
La UPSLP es también reconocida por la Universidad de Cambridge de Inglaterra como una entidad válida para aplicar sus exámenes de certificación del idioma inglés, tales como el FCE. La certificación en Inglés es necesaria para poder alcanzar la titulación de la carrera.

## Instalaciones
Desde su creación hasta el año 2008, las instalaciones de la Universidad estuvieron en el Centro Histórico de la ciudad de San Luis Potosí, teniendo como sede principal el edificio del antiguo convento de los Carmelitas en la calle de Iturbide No 140, frente a la Alameda Juan Sarabia.
El 19 de septiembre del 2008 fueron inauguradas las nuevas instalaciones de la Universidad por el Presidente de México, Felipe Calderón Hinojosa, y el gobernador del Estado de San Luis Potosí, Marcelo de los Santos. Las nuevas instalaciones comenzaron a ser usadas hasta el 27 de octubre del mismo año. 
Las instalaciones fueron construidas utilizando un esquema de Proyectos Prestadores de Servicios (PPS), siendo la primera institución educativa en México construida bajo esta modalidad. La empresa prestadora del Servicio es Acciona, la cual encarga de la construcción y mantenimiento de las instalaciones hasta el año 2027, durante este tiempo la Universidad paga por los servicios prestados, y al finalizar el periodo definido, las instalaciones pasan a ser de la Universidad.
Las instalaciones fueron construidas en diversas etapas, la primera etapa constituye un 70% del avance total y fueron las instalaciones entregadas en el 2008. Consta de dos unidades académicas para alumnos y dos para maestros, el Centro de Información y Documentación (CID) o biblioteca, Cafetería, edificio de Centros de Cómputo, Centro de Nuevas Tecnologías, Centro de Manufacturas Avanzadas, Rectoría y oficinas administrativas, Auditorio y salas audiovisuales, Centro de negocios Internacionales, Centro Avanzado de Idiomas (CADI) y Servicios Generales. Adicional a esto cuenta también con canchas deportivas de proporciones oficiales, estacionamiento y planta de tratamiento de aguas residuales. Asimismo, se contempla que la construcción finalice hacia el año 2012 contando con dos unidades académicas más para maestros y alumnos, gimnasio techado, y un estacionamiento más amplio.